# Warnowia rosea
Warnowia rosea é uma espécie de alga pertencente à família Warnowiaceae.
A autoridade científica da espécie é (Pouchet) Kofoid & Swezy, tendo sido publicada em The free-living unarmored Dinoflagellata. Memoirs of the University of California 5: i-viii, 1-562, no ano de 1921.
Trata-se de uma espécie com registo de ocorrência em Portugal.
O epíteto específico vem do adjectivo latim que significa de cor rosa.

## Sinónimos
Possui um sinónimo homotípico, Gymnodinium polyphemus var. roseus, que também é o basónimo.